# 黃裙豔粉蝶
倍林斑粉蝶（學名：Delias berinda，別名：臺灣胡麻斑粉蝶、韋氏麻斑粉蝶、偉而曼白蝶、偉耳曼白蝶）在台灣又名黃裙豔粉蝶，是屬於粉蝶科的一種蝴蝶，是斑粉蝶屬的一種。分佈於東洋界，包括喜馬拉雅山脈及印度至華南及中南半島北部一帶中至高海拔山區。模式產地為印度卡西丘陵。
一年一代。成蟲見於春至秋天，飛行緩慢，愛訪花，雄蝶亦會吸水。冬季以幼蟲階段休眠越冬，寄主為桑寄生科鈍果寄生屬植物。

## 分佈
中國（雲南、四川）、台灣、印度、緬甸、老撾、越南、泰國。

## 形態
成蟲前翅前緣長40-45毫米。頭、胸黑褐色；腹部背面黑褐色，腹面白色。雄蝶翅背面底色黑褐色，翅面上有白色點列及條紋，中室内有模糊白紋；後翅除了翅面上的白色點列及條紋之外，沿内緣有一片鮮明的黃紋；後翅基部另有一鮮明的橙黃斑。翅腹面底色亦為黑褐色，前翅翅頂附近的斑紋黃色；後翅斑紋大部分呈黃色。腹面中室内白色紋分隔成一基部白條及一端部白斑。
雌蝶翅底色較雄蝶為淺，背面中室内的白色紋與翅腹面相似而分為兩部分，在雄蝶則只有一模糊的條紋。雌蝶後翅背面中室內有鮮明白色條紋，雄蝶只有模糊的白紋。

## 習性

### 幼蟲
卵的發育同步，幼蟲孵化也同步最後也會在相近的時間化蛹羽化。幼蟲的寄主為桑寄生科鈍果寄生屬之忍冬葉桑寄生（T. lonicerifolius）、杜鵑桑寄生（T. rhododendricolius）和埔姜桑寄生（T. theifer），取食部位是葉片。
在冬季時會以3齡幼蟲群聚躲在樹皮縫處越冬，待隔年春天氣溫回暖幼蟲再繼續進食，化蛹前幼蟲會爬離寄主植物四處分散，在寄主的枝條或葉片上化蛹。

### 成蟲
一年一代。成蟲見於4至10月。出沒於海拔1000-2500米地區的常綠闊葉林、常綠落葉闊葉混生林和常綠硬葉林。飛行緩慢，常在花叢上覓食，雄蝶有濕地吸水習性。雌蝶產卵時會把卵緊密相依，堆疊而形成塔狀。

## 亞種
- D. b. berinda - 指名亞種，分佈於印度阿薩姆邦及緬甸北部
- D. b. boyleae Butler, 1885 - 中越亞種，分佈於中國（雲南及四川）、緬甸東北部及印度錫金邦[5]
- D. b. yedanula Fruhstorfer, 1910 - 分佈於緬甸、泰國北部、老撾及中國南部[6]
- D. b. adelma Mitis, 1893[7]
- D. b. wilemani Jordan, 1925 - 台灣亞種，分佈於台灣[8]

## 近似種
- 側條斑粉蝶 D. lativitta - 此種前翅中室白斑成一整條斑紋，整體斑紋面積較大和發達
- 灑青斑粉蝶 D. sanaca - 此種斑紋為青藍色，整體斑紋面積較大和發達
- 完善絹粉蝶 Aporia agathon - 此種體型較少，飛行速度較慢，後翅腹面基部多一黃點

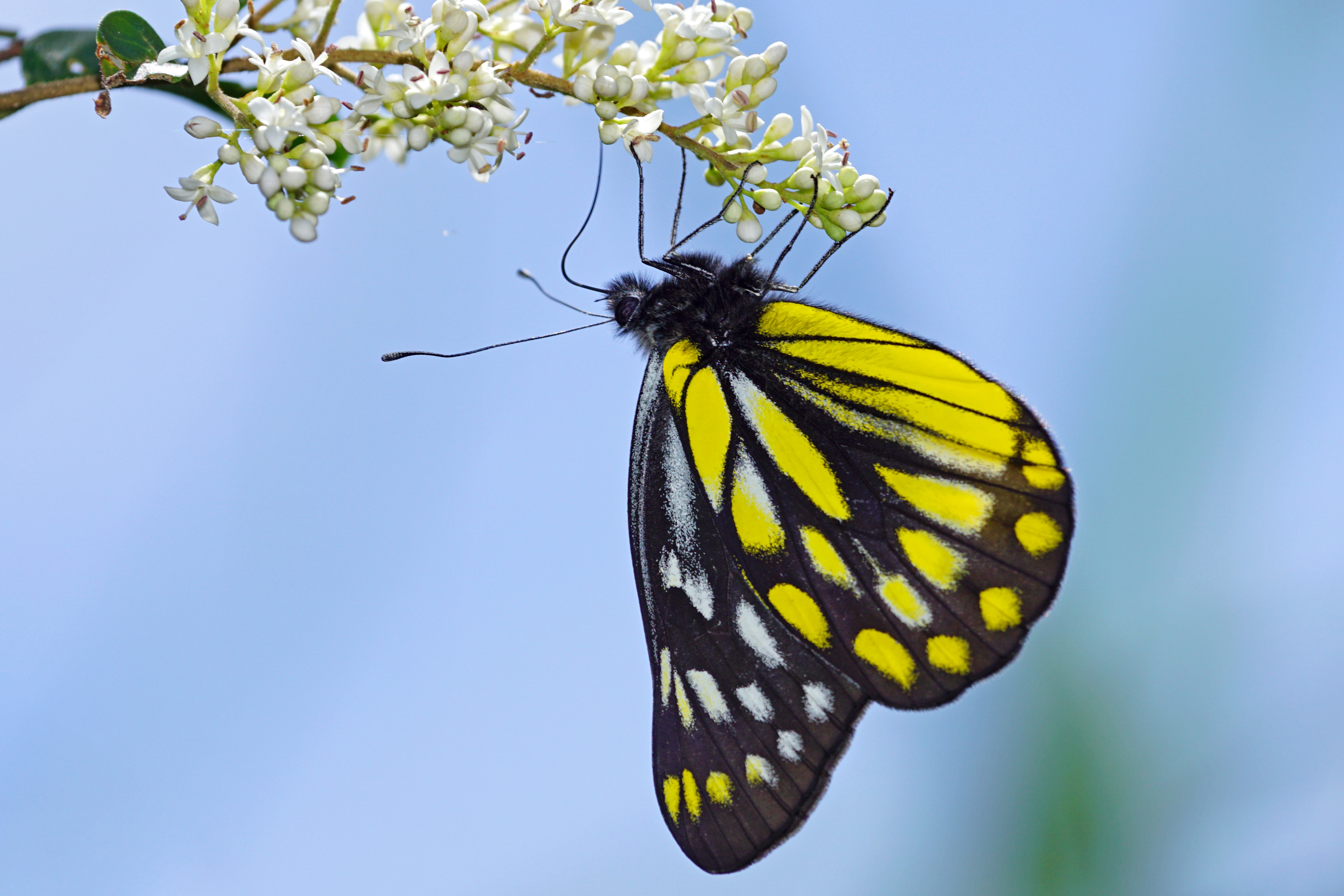
倍林斑粉蝶 Delias berinda
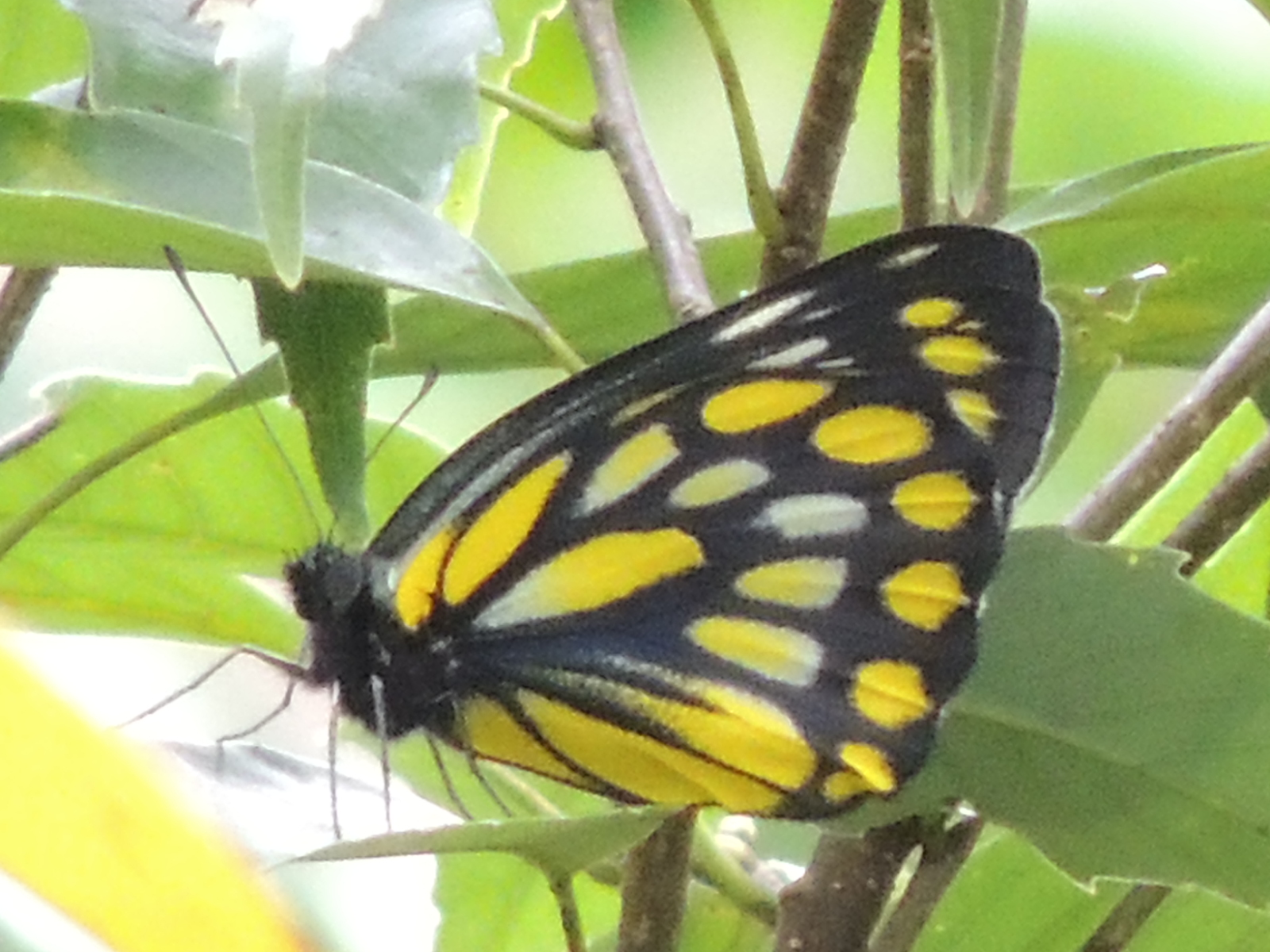
側條斑粉蝶 Delias lativitta
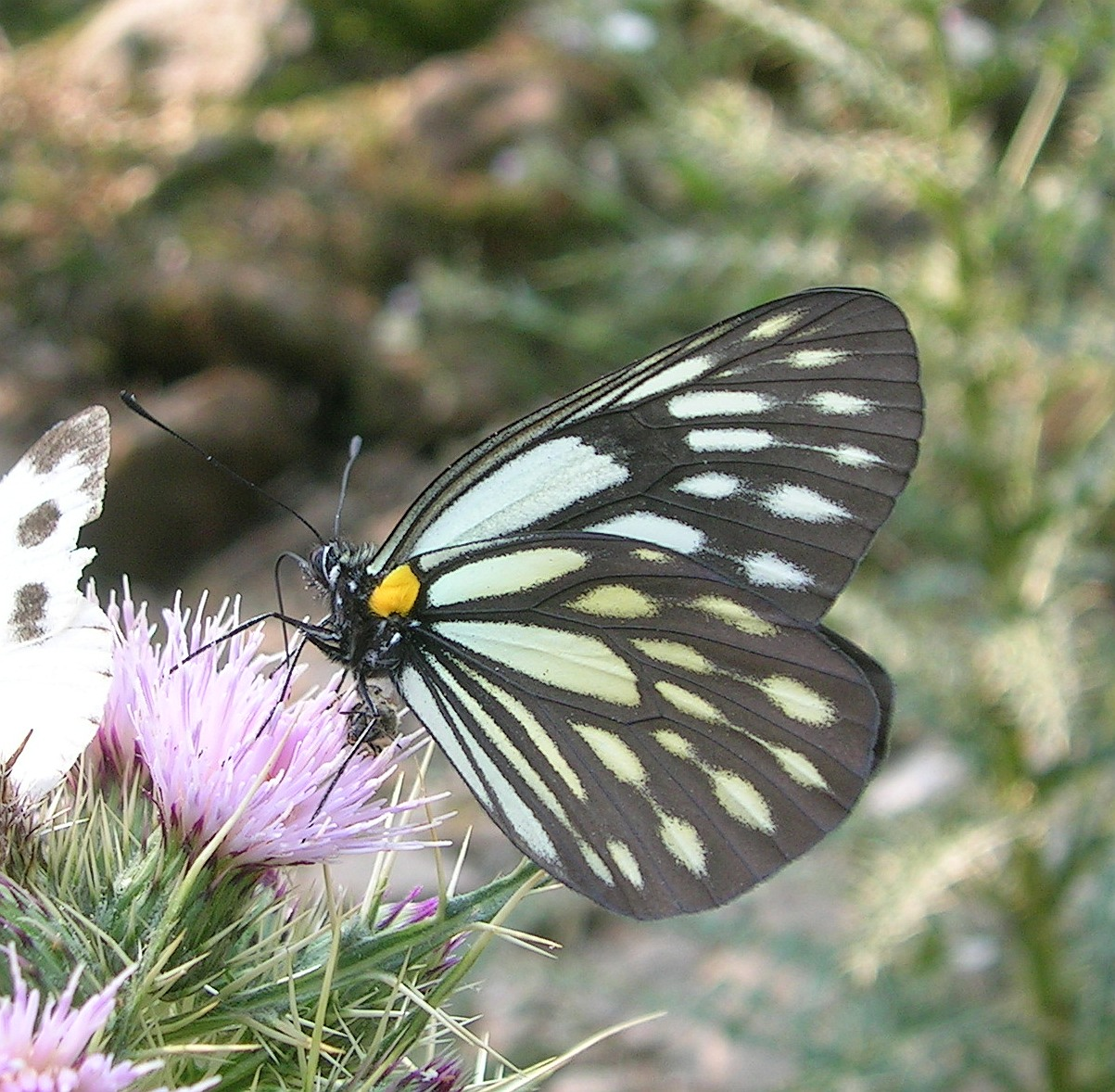
完善絹粉蝶 Aporia agathon

## 文獻
- Wileman, 1909, New and Unrecorded Species of Rhopalocera from Formosa Annot. zool. japon. 7 (2): 95 ♀
- Wynter-Blyth, 1957. Butterflies of the Indian Region (1982 Reprint), 418
- Smart, 1976. The Illustrated Encyclopedia of the Butterfly World Illust. Encyp. Butt. World
- 周尧. . 中國: 河南科学技术出版社. 1999-10-01: 117-118. ISBN 9787534923043 （中文（繁體））.

## 外部連結
- 维基共享资源上的相關多媒體資源：倍林斑粉蝶
- 維基物種上的相關：倍林斑粉蝶
- （繁體中文）
- Delias berinda （页面存档备份，存于） - Catalogue of Life （英文）
- Delias berinda （页面存档备份，存于） - funet.fi （英文）
- Delias wilemani （页面存档备份，存于） - funet.fi （英文）